# ISO 3166-2:KE
ISO 3166-2:KE este o secțiune a ISO 3166-2, parte a standardului ISO 3166, publicat de Organizația Internațională de Standardizare (ISO), care definește codurile pentru subdiviziunile Kenyei (a cărui cod ISO 3166-1 alpha-2 este KE).
În prezent sunt asignate coduri pentru opt provincii:
- Fiecare cod începe cu KE-, urmat de trei numere

## Codurile actuale

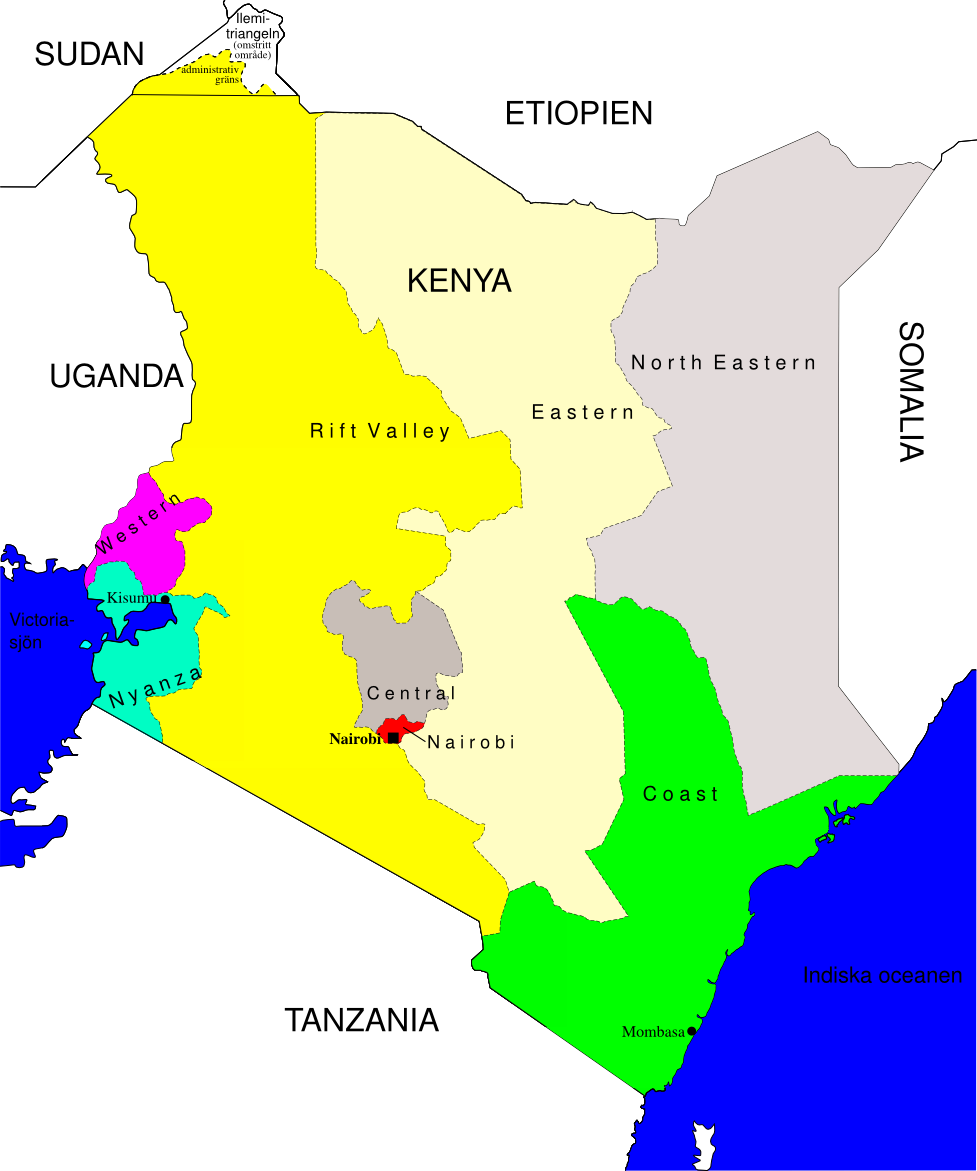
Provinciile Kenyei

Codurile și numele diviziunilor sunt listate așa cum se regăsesc în standardul publicat de Agenția de Mentenanță a standartului ISO 3166 (ISO 3166/MA). Faceți click pe butonul din capul listei pentru a sorta fiecare coloană.
| Cod    | Nume subdiviziune     | Nume subdiviziune în engleză | Nume subdiviziune în swahili |
| ------ | --------------------- | ---------------------------- | ---------------------------- |
| KE-110 | Nairobi               | Nairobi                      | Nairobi                      |
| KE-200 | Provincia Centrală    | Central Province             | Mkoa wa Kati                 |
| KE-300 | Provincia de Coastă   | Coast Province               | Mkoa wa Pwani                |
| KE-400 | Provincia de Est      | Eastern Province             | Mkoa wa Mashariki            |
| KE-500 | Provincia de Nord-Est | North-Eastern Province       | Mkoa wa Kaskazini-Mashariki  |
| KE-600 | Nyanza                | Nyanza Province              | Mkoa wa Nyanza               |
| KE-700 | Rift Valley           | Rift Valley Province         | Mkoa wa Bonde la Ufa         |
| KE-800 | Provincia de Vest     | Western Province             | Mkoa wa Magharibi            |

## Schimbări
Următoarele schimbări au fost făcute de ISO 3166/MA după prima publicarea codului ISO 3166-2 în 1998:
| Ediție / Buletin | Data publicării | Descripția schimbărilor                                                        | Schimbarea codurilor / subdiviziunilor     |
| ---------------- | --------------- | ------------------------------------------------------------------------------ | ------------------------------------------ |
| ISO 3166-2:2007  | 13 dec. 2007    | Ediția 2-a de ISO 3166-2 (aceasta schimbare nu a fost anunțat într-un buletin) | Coduri: Provincia de Vest: KE-900 → KE-800 |
| Newsletter II-2  | 30 iun. 2010    | Actualizarea listei sursă                                                      |                                            |